# Le Coudray-sur-Thelle
Le Coudray-sur-Thelle település Franciaországban, Oise megyében. Lakosainak száma 555 fő (2022. január 1.). Le Coudray-sur-Thelle Hodenc-l’Évêque, Laboissière-en-Thelle, Silly-Tillard és La Drenne községekkel határos.

## Népesség
A település népességének változása:
| Lakosok száma | 525  | 534  | 561  | 544  | 539  | 533  | 528  | 532  | 555  |
|               | 2013 | 2015 | 2016 | 2017 | 2018 | 2019 | 2020 | 2021 | 2022 |